# Ptychosyrinx lobata
Ptychosyrinx lobata is een slakkensoort uit de familie van de Turridae. De wetenschappelijke naam van de soort is voor het eerst geldig gepubliceerd in 1903 door Sowerby III.